# Escola Municipal de Música de Palma
L'Escola Municipal de Música de Palma és un centre educatiu el titular del qual és l'Ajuntament de Palma, depenent orgànicament de la Regidoria d'Educació. La proposta educativa que feim a l'Escola Municipal de Música de Palma suposa una oferta ampla i molt variada que vol atendre les necessitats i interessos musicals de totes les edats i públics.
Consideram l'escola de música un potenciador de la cultura, i no sols la musical, ja que les persones que estan en contacte amb el fet sonor, ja des de nadons, desenvolupen una sensibilitat cap a tots els moviments que el poden estimular des del punt de vista emocional: teatre, pintura, manifestacions artístiques de carrer.